# バッドランズ (アメリカのバンド)
バッドランズ(Badlands)は、アメリカのヘヴィ・メタル・バンド。元オジー・オズボーン・バンドのギタリスト、ジェイク・E・リー、元ブラック・サバスのレイ・ギレン（ヴォーカル）とエリック・シンガー（ドラムス）、そして元サージカル・スチールのグレッグ・チェイソン(ベース)によって結成された。バッドランズのファースト・アルバムの後、シンガーはジェフ・マーティンに代わった。メンバーが以前在籍していたバンドのサウンドと比べると、バッドランズのサウンドはAC/DCの影響を受けたブルース／ハードロック的なものだった。グループは1988年から1993年まで活動し、3枚のアルバムをリリースした。『Badlands』（1989年）と『Voodoo Highway』（1991年）は、ギレンが脱退し、ニューヨーク出身のシンガー、ジョン・ウェストに交代する前にリリースされた。1993年にギレンが亡くなったことで、再結成の望みは事実上絶たれた。アルバム『Dusk』（1992～93年に録音されたデモ）は、亡くなったギレンのヴォーカルで1998年にリリースされた

## 経歴

### 結成
アルバム『アルティメット・シン』を引っさげてオジー・オズボーンとツアーした後、ジェイクはシャロン・オズボーンにバンドを解雇された。ジェイクは新しいバンドを立ち上げるために、カリスマ性のあるフロントマンを探すことにした。彼は、ブラック・サバスで短期間活動したことのあるヴォーカリスト、レイ・ギレンに出会った。数週間のうちに、二人はオジーのオーディションでリーが知り合ったベーシストのグレッグ・チェイソンとギレンがブラック・サバスでかつて一緒に活動したドラマーのエリック・シンガーを迎えてバッドランズを結成した。メロディックなセンスと確かな楽器技術を持つ新しいバンドは、エネルギッシュなライヴを披露するために協力し合った。

### バッドランズ
バンドは1989年6月に『Badlands』をリリースし、好評を博した。バンドは「Dreams in the Dark」とツェッペリン風の「Winter's Call」のビデオを発表し、どちらもMTVで放映された。これにより、アルバムはビルボードのアルバム・チャートで最高57位まで上昇した。バンドは、グレート・ホワイト＆テスラのオープニングを飾る3ヶ月のツアーを開始し、D.A.D.のオープニングでクラブを回り、その年を締めくくった。

### ヴードゥー・ハイウェイ
エリック・シンガーはすぐにバッドランズを解雇され、その後ポール・スタンレーのソロ・クラブ・バンドに参加し、ドラマーのエリック・カーの死後はキッスでプレイした。
バッドランズは、元レーサーXのヴォーカリストで、フェニックスを拠点とするバンド、サージカル・スチール・アンド・セント・マイケルのバンドメイトだったジェフ・マーティンをドラムに抜擢した。
音楽の方向性についてバンドとアトランティック・レコードの間で意見の相違が生じ、また、ギレンとバンドメンバーの間でも、彼が書いた曲を予定されていたアルバムに収録することについて意見の相違が生じた。
ギレンは1990年のファースト・アルバムのツアーの直後にエイズと診断され、(ジェイクは当時のギレンが「本当にやせ細り、健康的に見えなくなり始めていた」と発言している)。バンドが1991年に『Voodoo Highway』をリリースした後、1992年のUKツアー中にメンバーとの関係が悪化し、ギレンはバンドを脱退した。
バンドはギレンの代役としてロサンゼルスのバンド、スティレットのデビー・ホリデイがイギリス・ツアーに帯同すると発表したが、その前にギレンを呼び戻し、正式に脱退する前にツアーを完了させた。
ギレンがバンドを脱退し、後任としてデビー・ホリデイを発表した後、ジェイクは『Kerrang！』誌のインタビューを受けた。黒人女性のホリデイは、ソングライター、ジミー・ホリデイ（ドリー・パートンのヒット曲「Put a Little Love in Your Heart」の作詞者として知られる）の娘だった。彼女はビバリーヒルズで育ち、サンセット・ストリップの主要クラブで演奏していた。バッドランズのファンで、彼女の以前の音楽活動を知る者はほとんどいなかった。リーのインタビューは399号に掲載され、ホリデイについて簡単に話し、彼の常軌を逸した行動を述べた。
7月2日、バンドはロンドンのアストリアで演奏した。数曲演奏したところで、ギレンはリーの記事が掲載された「Kerrang！」を取り出し、観客に向かって 「すべての話には2つの側面がある 」と叫んだ。それでもバンドは残りのセットを演奏した。「Kerrang！」400号で、ニール・ジェフリーズはこのギグをレビューし、あれほど緊張感のあるバンドがあれほど素晴らしい演奏をするのを見たことがないと主張した。彼はジェイクのギター・ワークを賞賛し、明らかな確執があったにもかかわらず、バンドは本当に素晴らしかったと主張した。

### ギレンの脱退と死-解散
英国ツアー終了後、ギレンは正式にバンドを解雇された。ジェイクは報道陣に対し、バンドはジョン・ウェストを迎えて活動を続けると主張した。バンドはいくつかの新曲をレコーディングしたが、メンバー間の不和とヘヴィ・メタル全般の人気低下が重なり、最終的にアトランティック・レコードはバンドをレーベルから脱退させた。その後、ギレンはジョージ・リンチのソロ・バンドでアルバム『セイクレッド・グルーヴ』に参加した。その後、ギタリストのアル・ロマノ、元アリス・イン・チェインズのベーシスト、マイク・スター、ドラマーのボビー・ロンディネリとサン・レッド・サンを結成。
しかし、1993年12月1日、ギレンはニュージャージーの自宅で、薬物使用によるエイズ関連の合併症のため死亡した。エイズと診断されて3年後の事だった。 ギレンの後任ボーカルのジョン・ウェストがサン・レッド・サンのレコーディングの仕上げに参加し、1998年にはジョージ・リンチとツアーを行った。その5年後、バッドランズの未発表アルバム『Dusk』（1998年）が日本でリリースされた。

## ディスコグラフィー
| リリース年 | アルバム名     | レーベル                   | 全米チャート | 全英チャート | 全米売り上げ(ドル) |
| ---------- | -------------- | -------------------------- | ------------ | ------------ | ------------------ |
| 1989       | Badlands       | アトランティック・レコード | 57           | 39           | 400,000            |
| 1991       | Voodoo Highway | アトランティック・レコード | 140          | 74           | 100,000            |
| 1998       | Dusk           | ポニーキャニオン           | ランク外     |              |                    |

### シングル
| 年   | シングル             | チャート順位 | チャート順位 |
| 年   | シングル             | US Hot 100   | US Main Rock |
| ---- | -------------------- | ------------ | ------------ |
| 1989 | "Dreams in the Dark" | -            | 38           |
| 1989 | "Winter's Call"      | -            | -            |
| 1991 | "The Last Time"      | -            | -            |
| 1991 | "Whiskey Dust"       | -            | -            |
| 1991 | "Soul Stealer"       | -            | -            |
| 1991 | "Time Goes By"       | -            | -            |